# Copa da Liga Escocesa 1957–58
A Copa da Liga Escocesa de 1957-58 foi a 12º edição do segundo mais importante torneio eliminatório do futebol da Escócia. O campeão foi o Celtic F.C., que conquistou seu 2º título na história da competição ao vencer a final contra o Rangers F.C., pelo placar de 7 a 1.

## Premiação
| Copa da Liga Escocesa de 1957-58 |
| Escócia                          |
| -------------------------------- |
| Celtic F.C. Campeão (2º título)  |